# Wolfgang Zimmermann (Gewerkschafter)
Wolfgang Zimmermann (* 2. Januar 1910 in Freising; † 9. Juli 2000) war ein deutscher Jurist und Gewerkschafter.

## Leben und Wirken
Zimmermann verließ das humanistische Gymnasium in Freising mit dem Abitur, studierte Jura an der Universität München und legte die beiden juristischen Staatsprüfungen erfolgreich ab. 1937 trat er in die ehemalige Reichsfinanzverwaltung im Bezirk der Oberfinanzdirektion Dresden ein, drei Jahre später wurde er an das Finanzamt Rosenheim versetzt. Im Zweiten Weltkrieg wurde er im Kriegsdienst eingesetzt und saß in Kriegsgefangenschaft. Nach seiner Entlassung war er bis 1975 in der bayerischen Finanzverwaltung tätig, zuletzt als Vorsteher des Finanzamts München für Körperschaften und Gruppenleiter bei der OFD München. Er war ferner unter anderem als Lehrer an einer Finanzschule tätig, Mitglied und später Vorsitzender im Hauptpersonalrat des Staatsministeriums der Finanzen, Vorsitzender im Verein der Finanzbeamten in Bayern und danach deren Ehrenvorsitzender, Vorstands- und Hauptvorstandsmitglied beim Bund Deutscher Steuerbeamter sowie Hauptvorstandsmitglied beim Deutschen Beamtenbund. Von 1972 bis 1977 gehörte er dem Bayerischen Senat für die Gruppe der Gewerkschaften an.

## Ehrungen
- 1974: Großes Verdienstkreuz der Bundesrepublik Deutschland
- Bayerischer Verdienstorden